# ماهی مرکب ببری
[[
]]
ماهی مرکب ببری:
ماهی مرکب یا سَرپاوَر یا نُقْلی یا خَسّاک (گویش محلی بوشهر) یا اِنکاس (گویش محلی بندرعباس)، برخلاف اسم آن ماهی نبوده، بلکه یکی از بی‌مهرگان است. اين ماهي از راسته هشت پايان و تيره سرپايان با نام علمي Sepia pharaonis  داراي هشت عدد پا ( شش عدد كوتاه و 2 عدد بلند ) يك جفت چشم ، يك  دهان با دو دندان غير فكي ، بدن كيسه مانند به شكل اتو مي باشد كه در قسمت پشتي اين ماهي  Cattle Bone  قرار دارد كه استخواني بيضوي شكل و اسفنجي فرم است . كه علاوه بر تثبيت شكل جانور باعث محافظت از ارگانها و احشاء داخلي مي شود . ماهی مرکب ببری یا Pharaoh Cuttlefish متعلق به خانواده Sepiidae  و جنس Sepia می باشد. پراکنش ماهی مرکب ببری در جهان مربوط به اقیانوس هند و اقیانوس آرام غربی بوده و یکی از گونه های بومی در خلیج فارس و دریای عمان می باشد.

## مولد ماهی مرکب و تخم گذاری

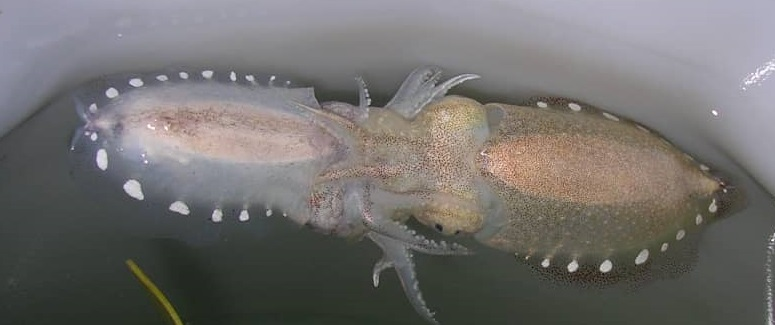
رفتار جفتگیری در مولدهای ماهی مرکب ببری

مولد ماهی مرکب ببری از صیادان محلی جمع آوری و به تانک نگهداری مولد با دمای آب 25 درجه سانتیگراد نگهداری می شود. پس از گذشت 24 ساعت، مولد ها به نسبت 1 نر به 2 ماده در تانک تخمریزی  انتقال که معمولا پس از گذشت1 تا 4 ساعت نرها نسبت به انتخاب جفت خود می پردازند. پس از گذشت 1 الی 2 روز معمولا جفت گیری صورت می گیرد و پس از جفت گیری ماده نسبت به تخمگذاری بر روی دیواره تانک اقدام می نماید. همچنین می توان به صورت مستقیم تخم های جمع آوری شده از صیادان محلی هم به تانک تخمگذاری انتقال داد.
تخم ها پس از جدا سازی، درون سطل حاوی آب دریا به کارگاه انتقال و توسط آب دریاي فیلتر شده و تمیز، شستشو داده شدند. قطر تخم ها توسط کولیس با دقت 1/0 میلی متر و وزن آنها توسط ترازوی دیجیتالی با دقت 01/0 گرم اندازه گیری و جهت انکوباسیون در سبد و درون تانک 100 لیتری قرار داده شدند. تانک تفریخ حاوی آب دریای فیلتر شده ( که دمای آن 5/0±5/27 درجه سانتیگراد و شوری 38-37 قسمت در هزار با هوادهی ملایم و دائم بود   تعویض آب به صورت روزانه و به میزان 50 درصد و روشنایی توسط لامپ مهتابی بصورت 12 ساعت روشنایی و 12 ساعت تاریکی انجام گردید. با خروج اولین نوزاد،  نوزادان تازه تفریخ شده به تانک 300 لیتری از جنس پلی اتیلن سفید منتقل شدند که این تانک حاوی آب دریای فیلتر شده که دمای آن 5/0±5/27 درجه سانتیگراد و شوری 38-37 قسمت در هزار با هوادهی ملایم و دائم بود تخم ماهی مرکب ببری (S.pharaonis) به صورت تکی و توسط ساقه ای به سایر تخم ها درون خوشه وصل شده بود . رنگ تخم سفید مات و در زمان جمع آوری، قطر و وزن آنها 4/0±3/13 میلی متر و 20/0±10/9 گرم بود. پس از انکوباسیون به مدت 3±15 روز تفریخ شدند و میزان تفریخ 5±95 درصد بود. در طول دوره انکوباسیون،‌‌ُ تخم ها آب جذب نموده و شفاف شده که در زمان تفریخ قطر و وزن آنها به 5/0±8/17 میلی متر و 40/0±96/10 گرم رسید. طول مانتل و وزن نوزادان تازه تفریخ شده 3/0±1/6 میلی متر و 04/0±15/0 گرم بود. نوزادان به محض خروج از تخم در کف تانک ساکن ماندند و از روز سوم شروع به شنای فعال در ستون آب و تغذیه نمودند. رفتار شکار آنها شامل دنبال کردن شکار و صید آن توسط تنتاکول های (Tentacels) خود و سپس در کف تانک ساکن و شروع به تغذیه نمودند
[[
|قاب|راست|جایگزین=انکوباسیون تخم های ماهی مرکب ببری|انکوباسیون تخم های ماهی مرکب ببری]]

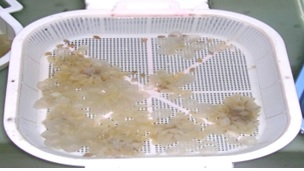
انکوباسیون تخم های ماهی مرکب در سبد

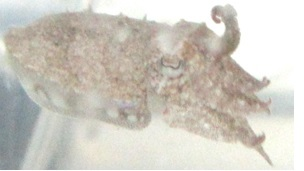
نوزاد یک ماهه ماهی مرکب ببری

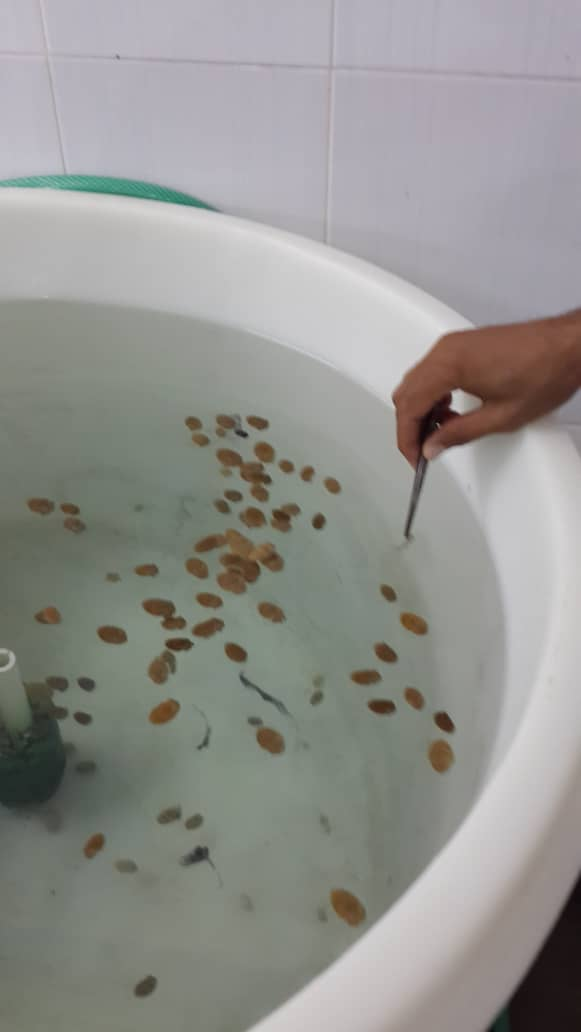
پرورش نوزادان ماهی مرکب ببری

پس از پرورش به مدت 10 روز طول مانتل و وزن آنها به 4/0±9/8 میلی متر و 07/0±34/0 گرم رسید. پس از 20 روز به 4/0±3/11 میلی متر و 10/0±71/0 گرم و در سن 30 روزه به 6/0±6/18 میلی متر و وزن 14/0±67/1 گرم رسید ضریب رشد نسبی در 10 روز اول پرورش، 04/0±77/3 درصد بر اساس طول مانتل و 06/0±17/8 درصد بر اساس وزن بود. ضریب رشد نسبی در سن 20 روزه، 09/0±39/2  درصد طول مانتل و 67/0±44/7 درصد وزن، در سن 30 روزه، 03/0±82/4 طول مانتل و 57/0±59/8 وزن بود. در سن 60 روزه طول مانتل و وزن آنها به 2/4±3/32 میلی متر و 72/3±00/8 گرم، در سن 120 روزه به 3/11±5/74 میلی متر و 81/13±74/55 گرم و در سن 210 روزه به 4/27±5/130 میلی متر و 94/101±12/265 گرم رسید
تشخص نر و ماده از روی شکل ظاهری در سن  150 روزه ( طول مانتل 8/12±1/92 میلی متر و وزن 14/21±88/100 گرم) صورت گرفت. اندازه نرها بزرگتر از ماده ها بود و نرها دارای بدنی کشیده و باله های پهن ولی بدن ماده ها پهن و اندازه باله ها آنها از نر باریک تر بود . رفتار جنسی نیز در همین سن مشاهده شد که نرها همدیگر را تعقیب وگریز کردند و این عمل همراه با پاشیدن مرکب توسط نر مغلوب بود. اولین رفتار انتخاب جفت در سن 180 روزه مشاهده شد و رفتار انتخاب جفت به این صورت بود که نر همیشه مراقب ماده (جفت خود) بود و اجازه نزدیک شدن نرهای دیگر به جفت خود نداد  رفتار جفتگیری در سن 208 روزه مشاهده شد به طوری که نر از قسمت بازوها، خود را به بازوهای ماده چسباند و این عمل به مدت 7-5 دقیقه طول  کشید. از روز جفت گیری تا روز تخمگذاری، نر به شدت از جفت خود مراقبت و در این مدت هیچ تغذیه ای صورت نگرفت. تخمگذاری در سن 210 روزه صورت گرفت ( 2 روز بعد از جفتگیری) و ماده تخم های خود را به زیر سبد مستقر در تانک چسباند هر ماده به طور متوسط 30±185  عدد تخم گذاشت و قطر و وزن تخم ها 40/0±1/12 میلی متر و 25/0±06/8 گرم بود. ماده ها 12-2 روز پس از تخمگذاری از بین رفتند و بزرگترین ماده دارای طول مانتل 1/105 میلی متر و وزن 18/227 گرم بود. نرها هم 26-14 پس از تخمگذاری از بین رفتند و بزرگترین نر دارای طول مانتل 9/157 میلی متر و وزن 10/367 گرم بود.

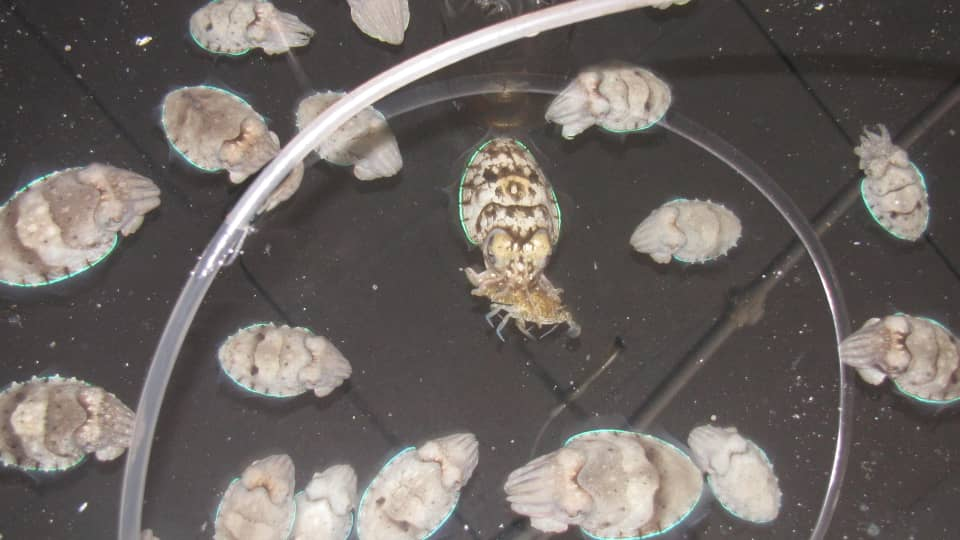
پرورش نوزادان تا وزن بازاری

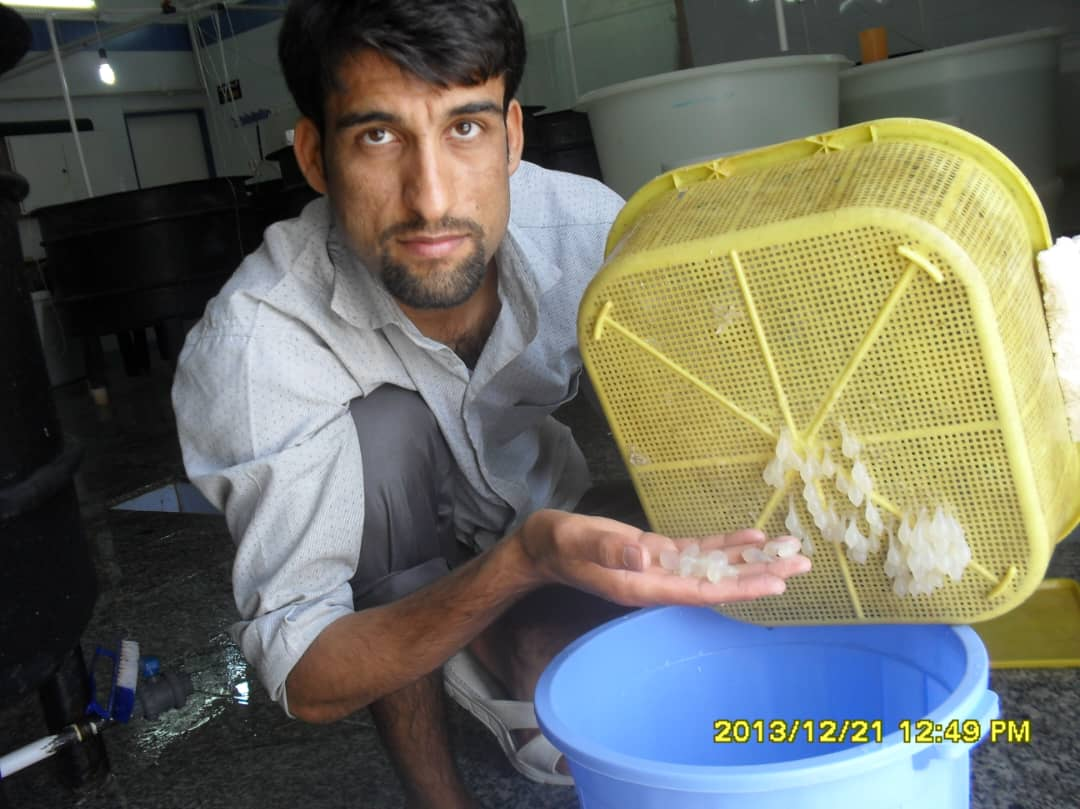
تخمگذاری ماهی مرکب ببری در تانک

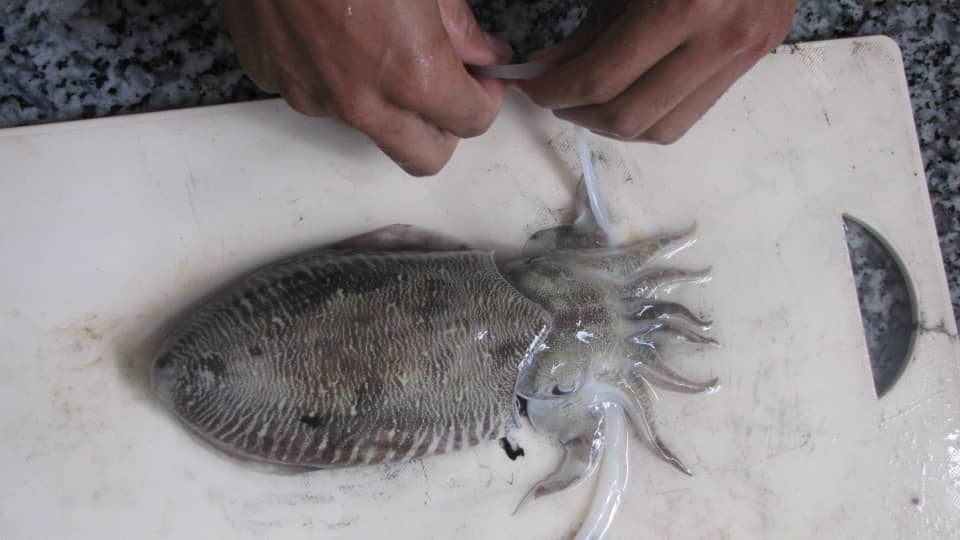
رسیدن به وزن بازاری 1 کیلوگرم پس از 7 ماه پرورش